# Hino Nacional da Bolívia
El Hado Propicio é o hino nacional da Bolívia. O compositor da música do hino desta nação sul-americana de língua espanhola (Leopoldo Benedetto Vincenti) é um italiano, o que não é incomum para hinos épicos latino-americanos como este, pois eles muitas vezes se assemelham a peças de ópera italianas. O autor da letra era um patriota ardente, um dos signatários da declaração de Independência da Bolívia e da primeira constituição do país.